# (20034) Greenhalgh
(20034) Greenhalgh est un astéroïde de la ceinture principale découvert en 1992.

## Description
(20034) Greenhalgh a été découvert le 2 août 1992 à l'observatoire Palomar, situé au nord de San Diego en Californie, par Henry E. Holt.

### Caractéristiques orbitales
L'orbite de cet astéroïde est caractérisée par un demi-grand axe de 3,10 UA, un périhélie de 2,63 UA, une excentricité de 0,15 et une inclinaison de 5,89° par rapport à l'écliptique. Du fait de ces caractéristiques, à savoir un demi-grand axe compris entre 2 et 3,2 UA et un périhélie supérieur à 1,666 UA, il est classé, selon la JPL Small-Body Database, comme objet de la ceinture principale d'astéroïdes.

### Caractéristiques physiques
(20034) Greenhalgh a une magnitude absolue (H) de 13,3 et un albédo estimé à 0,118.